# Incisa Scapaccino
Incisa Scapaccino (piemontiul: Ansisa) település Olaszországban, Piemont régióban, Asti megyében. Lakosainak száma 2019 fő (2023. január 1.). Incisa Scapaccino Castelnuovo Belbo, Masio, Oviglio, Cortiglione, Vaglio Serra, Bergamasco és Nizza Monferrato községekkel határos.

## Népesség
A település lakossága az elmúlt években az alábbi módon változott:
| Lakosok száma | 2242 | 2208 | 2019 |
|               | 2017 | 2018 | 2023 |